# パラダイス (ネバダ州)
パラダイス（英: Paradise）は、アメリカ合衆国ネバダ州クラーク郡のラスベガス都市圏に位置する国勢調査指定地域（CDP）である。ラスベガス市の直ぐ南の未編入で都市化された地域にある多くのCDPの一つである。2000年国勢調査で人口は186,070人だったが、2010年では223,167人と20％増加した。クラーク郡の未編入地としてクラーク郡委員会が統治している。
パラダイスにはマッカラン国際空港、ネバダ大学ラスベガス校、およびラスベガスの大通りであるラスベガス・ストリップの大半が入っており、シーザーズ・パレス、パームス・カジノ・リゾートおよびMGMグランド・ラスベガスなど良く知られたカジノ・ホテルが並んでいる。このためにラスベガス地区を訪れる観光客の多くは、実際にはラスベガス市ではなく、パラダイスでその時間の大半を過ごしていることになる。ただし、パラダイスは郵便用住所としては使われていないので、比較的知られていないままである。アメリカ合衆国郵便公社はパラダイスを含む地域のZIPコード（郵便番号）の地名としてラスベガスを使っている。パラダイスを編入して市政を布いたとすれば、ネバダ州では人口で第5位の都市になる。

## 地理
アメリカ合衆国国勢調査局に拠れば、市域全面積は47.1平方マイル (122.1 km2)であり、すべて陸地である。

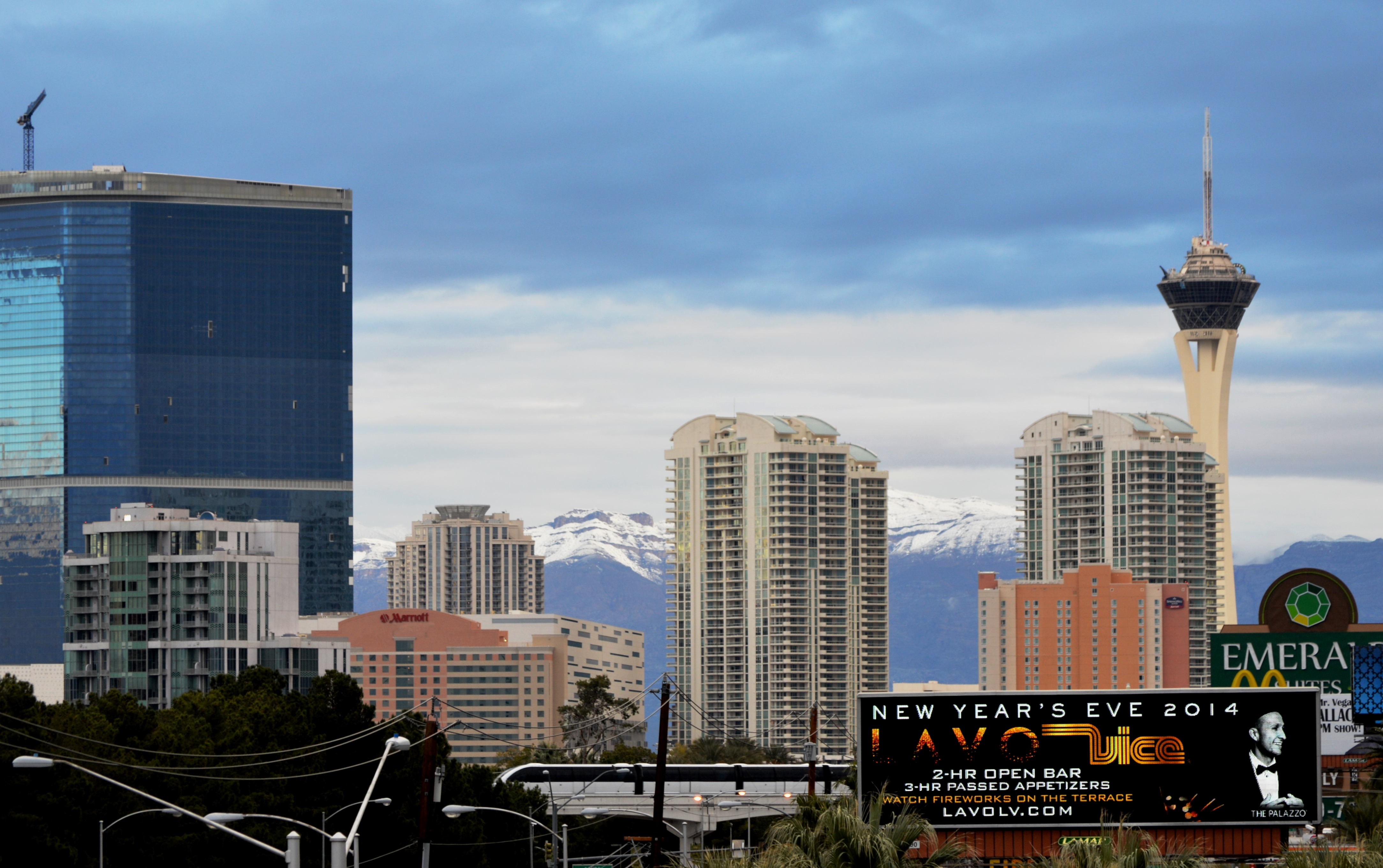
パラダイス・ロードから望むラスベガス・ストリップ最北端付近のホテルと高層住宅ビル群。ラスベガスモノレールが通っているあたりがパラダイス・ロードとサンズ・アベニューの交差点である。
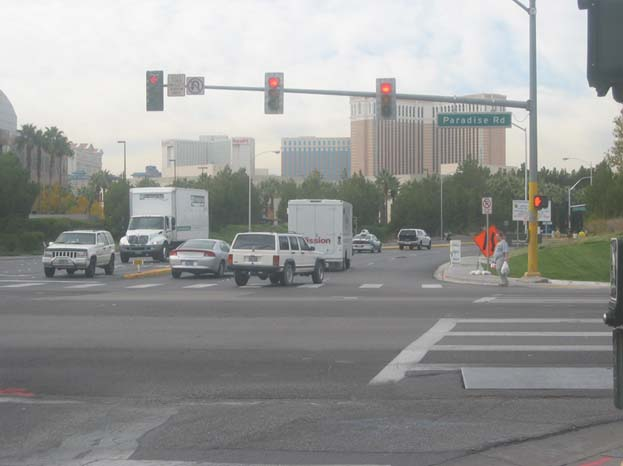
パラダイス・ロードとサンズ（トウェイン）・アベニューの交差点から西側のラスベガス・ストリップ方面を望む。

## 人口動態
以下は2000年の国勢調査による人口統計データである。
| 基礎データ - 人口: 186,070人 - 世帯数: 77,209世帯 - 家族数: 43,314家族 - 人口密度: 1,524.0人/km2（3,947.3人/mi2） - 住居数: 85,398軒 - 住居密度: 699.5軒/km2（1,811.6軒/mi2） 人種別人口構成 - 白人: 72.51% - アフリカン・アメリカン: 6.59% - ネイティブ・アメリカン: 0.77% - アジア人:6.52% - 太平洋諸島系: 0.59% - その他の人種: 8.37% - 混血: 4.65% - ヒスパニック・ラテン系: 23.47% 年齢別人口構成 - 18歳未満: 21.2% - 18-24歳: 10.8% - 25-44歳: 33.3% - 45-64歳: 23.6% - 65歳以上: 11.1% - 年齢の中央値: 35歳 - 性比（女性100人あたり男性の人口） - 総人口: 109.1 - 18歳以上: 110.0 | 世帯と家族（対世帯数） - 18歳未満の子供がいる: 24.6% - 結婚・同居している夫婦: 39.7% - 未婚・離婚・死別女性が世帯主: 10.5% - 非家族世帯: 43.9% - 単身世帯: 31.9% - 65歳以上の老人1人暮らし: 7.5% - 平均構成人数 - 世帯: 2.39人 - 家族: 3.04人 収入と家計 - 収入の中央値 - 世帯: 39,376 米ドル - 家族: 46,578米ドル - 性別 - 男性: 31,412米ドル - 女性: 25,898米ドル - 人口1人あたり収入: 21,258米ドル - 貧困線以下 - 対人口: 11.8% - 対家族数: 8.1% - 18歳未満: 15.3% - 65歳以上: 7.6% |

## 教育
パラダイスの地区はクラーク郡教育学区が学校を運営している。

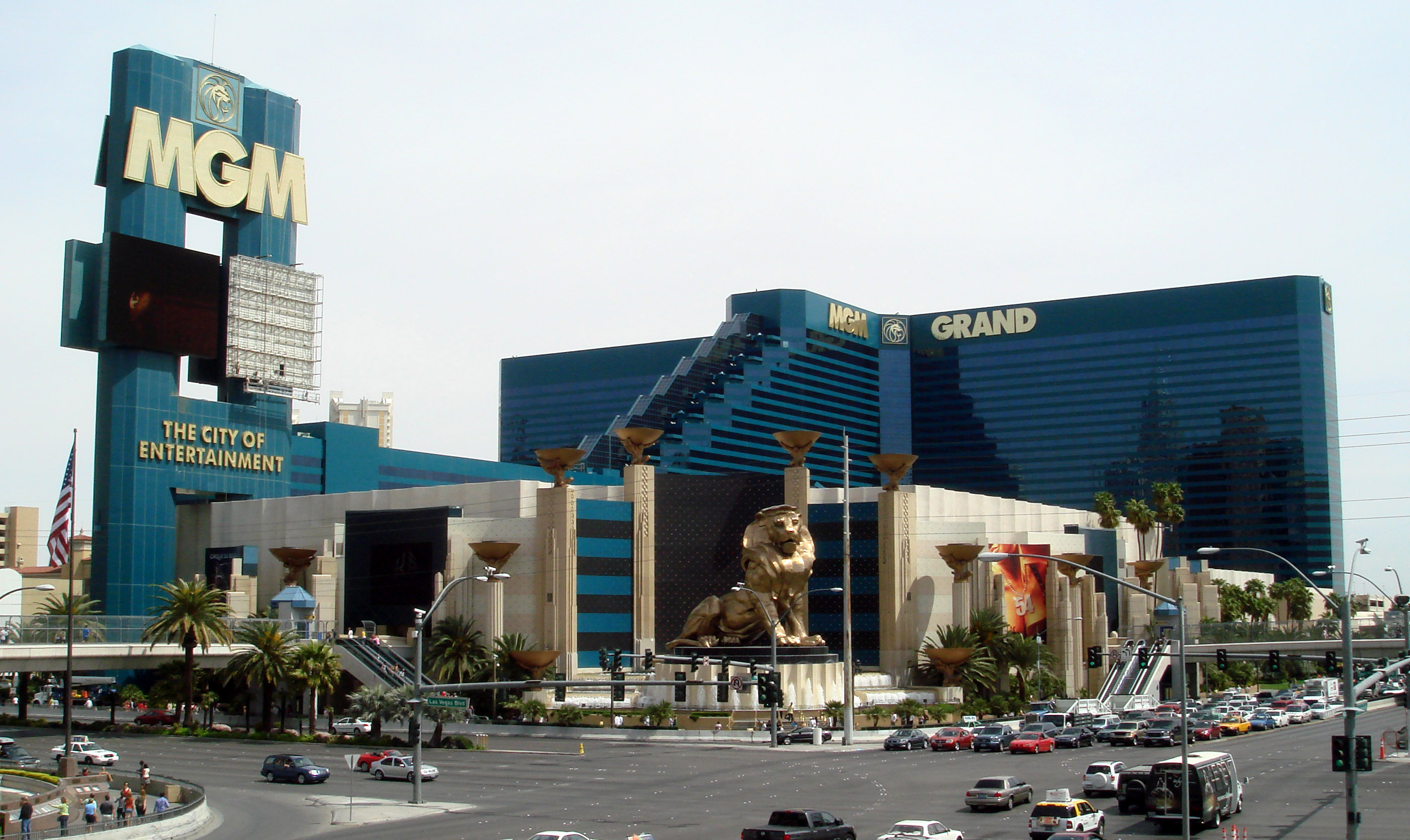
MGMグランド・ラスベガス
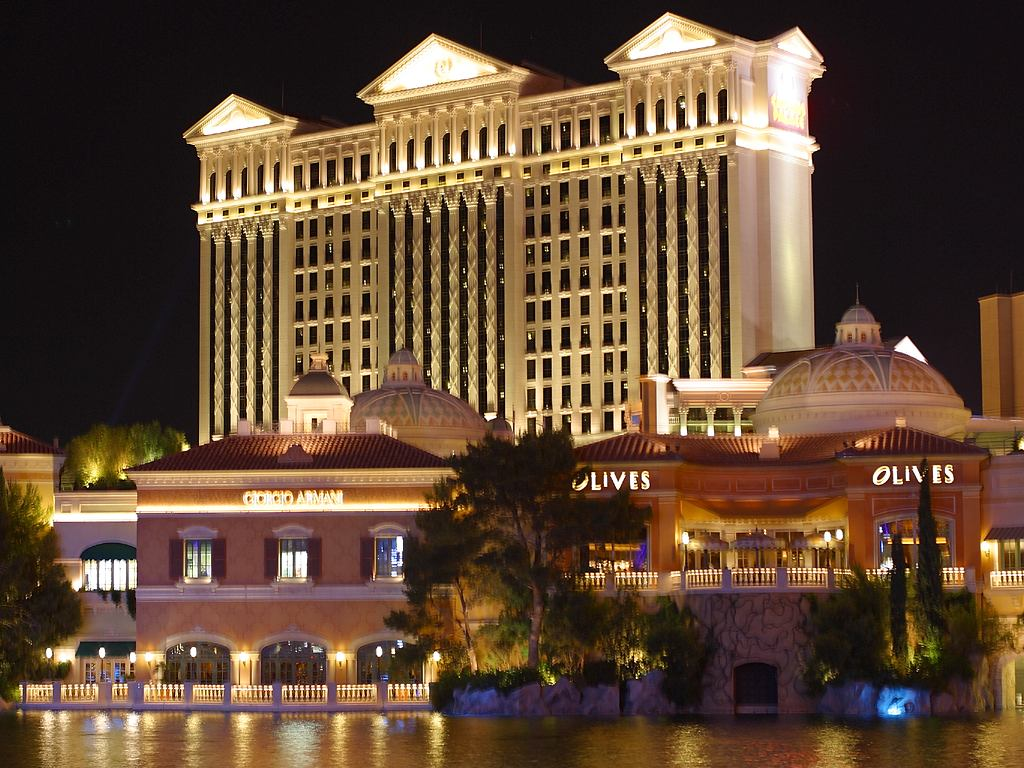
シーザーズ・パレス
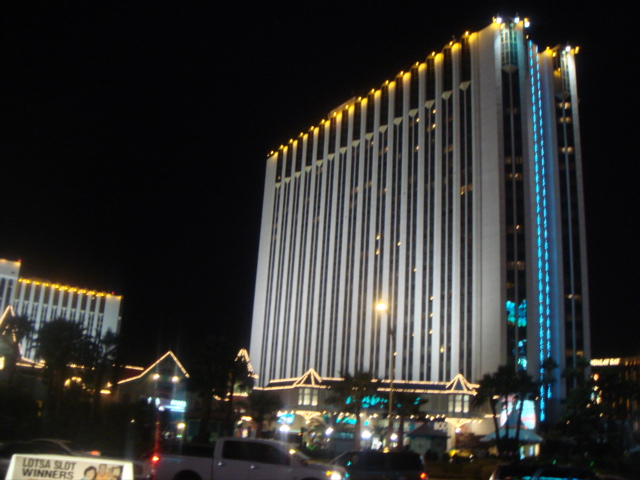
トロピカーナ・リゾート＆カジノ
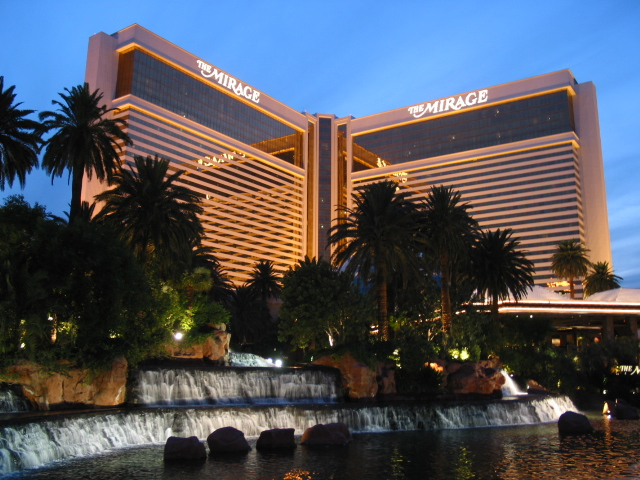
ミラージュ・カジノ